# Piotr Mikolasch

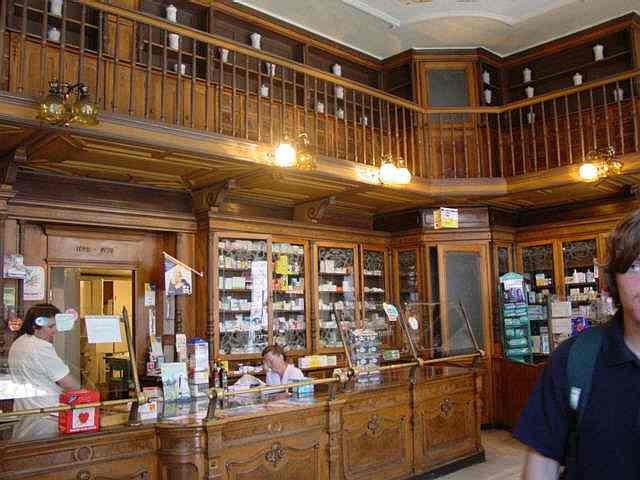
Wnętrze dawnej apteki Mikolascha we Lwowie w 2002 r.

Piotr Mikolasch (ur. 1805, zm. 1873) – galicyjski aptekarz pracujący we Lwowie, przyczynił się do odkrycia przez Ignacego Łukasiewicza oraz Jana Zeha procesu destylacji z ropy naftowej nafty i innych użytecznych gospodarczo pochodnych ropy.  
Mikolasch wywodził się z terenu Moraw. Po osiedleniu się we Lwowie został właścicielem apteki „Pod Złotą Gwiazdą” znajdującej się pod ówczesnym adresem ul. Kopernika 1. W swojej aptece zatrudnił dwóch farmaceutów: Zeha i Łukasiewicza i m.in. zlecił im opracowanie destylacji ropy naftowej, w nadziei, że produkty destylacji będą użyteczne jako lekarstwo. Doprowadziło to do uzyskania w jego aptece w 1852 r. nafty i zapoczątkowało rozwój przemysłu naftowego w Europie. Po skonstruowaniu przez Łukasiewicza i Adama Bratkowskiego pierwszej na świecie lampy naftowej została ona po raz pierwszy użyta do oświetlenia witryny apteki Mikolascha w marcu 1853, a następnie Mikolasch założył z Zehem i Łukasiewiczem spółkę, która zajęła się produkcją nafty i lamp naftowych. Wspólnicy sprzedali lampy wraz z paliwem szpitalowi we Lwowie, dzięki czemu w lipcu 1853 przeprowadzono w nim pionierską operację przy świetle lampy naftowej. W późniejszym okresie został wybrany na prezesa Gremium Aptekarzy Lwowskich. 
Był ojcem Karola Henryka, który również był aptekarzem i jako spadkobierca objął po Piotrze aptekę „Pod Złotą Gwiazdą”. 